# Ký ức máu
Ký ức máu (tiếng Trung: 贖夢, tiếng Anh: Peg O' My Heart) là một bộ phim điện ảnh Hồng Kông thuộc thể loại tâm lý – kinh dị – giật gân ra mắt vào năm 2024 do Trương Gia Huy làm đạo diễn kiêm viết kịch bản, với sự tham gia diễn xuất của ba diễn viên chính gồm Trương Gia Huy, Lưu Tuấn Khiêm, và Trần Pháp Lai. Tác phẩm theo chân Thái Tân Cường, một tài xế taxi đang gặp hội chứng mất ngủ do thường xuyên mơ về những ác mộng kinh hoàng, và anh buộc phải tìm đến sự hỗ trợ chữa trị của bác sĩ tâm thần Văn Tư Hào để thoát khỏi chúng.
Là tác phẩm điện ảnh đạo diễn thứ tư của mình, Trương Gia Huy tiếp tục theo đuổi phong cách noir giống như những bộ phim trước. Tháng 1 năm 2022, ông bắt đầu xúc tiến dự án với sự hỗ trợ của Quỹ phát triển phim Hồng Kông (Hong Kong Film Development Fund). Với kinh phí 9 triệu HKD, bộ phim được ghi hình từ tháng 12 năm 2022 đến tháng 2 năm 2023. 
Ký ức máu có buổi công chiếu lần đầu tại liên hoan phim Far East lần thứ 26 vào ngày 30 tháng 4 năm 2024. Tháng 3 năm 2025, bộ phim bắt đầu một chiến dịch quảng bá rộng rãi, với việc Gia Huy đã mở tài khoản Threads của mình để tương tác với khán giả, và nhận về những lời khen ngợi từ các khán giả trẻ tuổi. Tác phẩm sau đó được phát hành vào ngày 27 tháng 3 năm 2025 và tại Việt Nam vào ngày 9 tháng 5 cùng năm, và nhận về những lời nhận xét trái chiều từ giới chuyên môn.

## Nội dung
Văn Tư Hào là một bác sĩ tâm thần có khả năng khám phá bí mật tiềm thức của bệnh nhân qua việc tư vấn. Một ngày nọ, anh gặp Thái Tân Cường – một tài xế taxi đang gặp hội chứng mất ngủ và anh cảm thấy kỳ lạ về con người của y. Cường nhận lời tư vấn của Hào, từ đó Hào dần khám phá ra sự thật rùng rợn đằng sau chứng mất ngủ và ảo giác của Cường.

## Diễn viên
- Trương Gia Huy trong vai Thái Tân Cường[2]
- Lưu Tuấn Khiêm trong vai Văn Tư Hào[2]
- Trần Pháp Lai trong vai Kỷ Huệ Linh[2]
- Viên Phú Hoa trong vai bố của Văn Tư Hào[3]
- Chu Thần Lệ trong vai Donna[2]
- Julius Brian Siswojo trong vai Lạc Đạt Chí[4]
- Ngô Gia Long trong vai John[5]
- Hoàng Tử Hùng trong vai viện trưởng Richard[2]
- Lưu Đức Hoa trong vai bác sĩ Trình (Vincent)[2]
- Trương Văn Kiệt trong vai vệ sĩ của bác sĩ Trình[4]
- Hứa Ân Di trong vai Lư Vịnh Nghị[6]